# Tomioka (Gunma)
Tomioka (富岡市?) è una città giapponese della prefettura di Gunma.

## Monumenti e luoghi d'interesse

### Archeologia industriale
- Mulino da seta di Tomioka. Setificio del XIX secolo (1872).

Riconosciuto come patrimonio mondiale dall'UNESCO nel 2014.